# Карасима, Юкиёси
Юкиёси Карасима (яп. 辛島 侑烈; род. 15 января 1997, Фукусима) — японский футболист, полузащитник.

## Карьера

### Начало карьеры
Воспитанник академии футбольного клуба «Вегалта Сэндай». Позже выступал за команду средней школы Тоин Гакуен. Весной 2015 года футболист перебрался в «Спортивный колледж Бивако Сейкей». Весной 2019 года футболист получил статус свободного агента и в июле того же года присоединился к немецкому клубу «Хюрт» из пятого дивизиона немецкой футбольной лиги. В сентябре 2020 года футболист пополнил ряды рижского «Динамо». За клуб футболист провёл всего 4 матча, в которых отличился забитым голом.

### «Хегельманн»
В феврале 2021 года футболист перешёл в литовский клуб «Хегельманн». Дебютировал за клуб 6 марта 2021 года в матче против клуба «Джюгас». Первым результативным действием отличился 13 апреля 2021 года в матче против клуба «Паневежис», отдав голевую передачу. дебютный гол за клуб забил 8 мая 2021 года в матче против клуба «Жальгирис». В июле 2021 года отличился голевой серией и 5 забитых мячей в 5 подряд матчей. В своём дебютном сезоне футболист записал в свой актив 9 забитых голов и 2 результативные передачи.
В декабре 2021 года футболист продлил контракт с клубом. Первый матч в сезоне сыграл 5 марта 2022 года в матче против клуба «Кауно Жальгирис». Свой первый в сезоне гол футболист забил 6 апреля 2022 года в матче против клуба «Банга». Вместе с клубом прошёл все стадии Кубка Литвы. В финале 16 октября 2022 года футболист уступил титул клубу «Жальгирис», который одержал победу в дополнительное время. По ходу сезона футболист всё также был неотъемлемой частью клуба. Закончил сезон с 6 голами и 3 результативными передачами.

### «Жальгирис»
В декабре 2022 года по окончании срока действия контракта футболистом стал интересоваться «Жальгирис». В январе 2023 года футболист на правах свободного агента присоединился к литовскому клубу. Новый сезон начал 26 февраля 2023 года с победы за Суперкубок Литвы против клуба «Кауно Жальгирис», где футболист вышел на поле в стартовом составе. Первый матч в чемпионате сыграл 5 марта 2023 года против клуба «Джюгас», выйдя на замену на 70 минуте. Первым результативным действием за клуб отличился 22 июля 2023 года в матче против клуба «Джюгас», отдав голевую передачу. В июле 2023 года футболист вместе с клубом отправился на квалификационные матчи Лиги чемпионов УЕФА. Первый матч в рамках еврокубкового турнира сыграл 11 июля 2023 года против северомакедонского клуба «Струга», выйдя на поле в стартовом составе. Дебютный гол за клуб забил 21 июля 2023 года в матче против клуба «Судува». В рамках второго квалификационного раунда Лиги чемпионов УЕФА футболист вместе с клубом по сумме матчей уступил турецкому «Галатасараю», вылетев в третий квалификационный раунд Лиги Европы УЕФА, где уступили шведскому клубу «Хеккен». В квалификационном раунде плей-офф Лиги конференций УЕФА футболист вместе с клубом по сумме матчей уступил венгерскому «Ференцварошу» и закончил еврокубковую компанию. По итогу сезона футболист вместе с клубом стал серебряным призёром литовского чемпионата.
Новый сезон футболист начал 3 марта 2024 года с матча против клуба «Дайнава», выйдя на поле в стартовом составе.

## Достижения
«Жальгирис»
- Обладатель Суперкубка Литвы: 2023